# Adontosternarchus devenanzii
Adontosternarchus devenanzii är en fiskart som beskrevs av Mago-leccia, Lundberg och Baskin, 1985. Adontosternarchus devenanzii ingår i släktet Adontosternarchus och familjen Apteronotidae. Inga underarter finns listade i Catalogue of Life.